# Férfi 25 km-es pálya-kerékpározás az 1900. évi nyári olimpiai játékokon
A férfi 25 kilométer egyike volt a két pályakerékpár-versenynek az olimpiai programnak. Ezt a versenyt szeptember 15-én rendezték.

## Érmesek
| Arany                               | Ezüst                                  | Bronz                         |
| Louis Bastien · Franciaország (FRA) | Louis Hildebrand · Franciaország (FRA) | Daumain · Franciaország (FRA) |

## Eredmények
| Helyezés | Versenyző               | Eredmény   |
| -------- | ----------------------- | ---------- |
| Arany    | Louis Bastien (FRA)     | 25:36.2    |
| Ezüst    | Louis Hildebrand (FRA)  | 28:09.4    |
| Bronz    | Daumain (FRA)           | 29:36.2    |
| 4.       | Bertrand (FRA)          | nincs adat |
| 5.       | Gingembre (FRA)         | nincs adat |
| 6.       | Louis Trousselier (FRA) | nincs adat |
| -        | John Henry Lake (USA)   | feladta    |